# Salix faxonianoides
Salix faxonianoides — вид квіткових рослин із родини вербових (Salicaceae).

## Морфологічна характеристика
Це невисокий кущ до 40 см заввишки. Гілочки лежачі чи висхідні, червоно-коричневі чи темно-коричневі. Листкова ніжка коротка; листкова пластинка еліптична або обернено-яйцювато-еліптична, іноді субдовгаста, абаксіально (низ) сиза, гола, адаксіально зелена, край городчастий або городчасто-пилчастий, верхівка гостра чи тупа. Сережка коротко циліндричні чи еліптичні. Чоловіча квітка: тичинок 2; пиляки багряно-червоні. Коробочка вузько-яйцеподібна чи яйцеподібна, ≈ 5 мм.

## Середовище проживання
Тибет, Юньнань. Населяє зарості на схилах гір; на висотах 3600–4300 метрів.